# Улица Амундсена (Москва)
У́лица А́мундсена (название утверждено 29 августа 1964 года, с 1956 года по 1964 год — Медве́дковское шоссе́) — улица в Северо-Восточном административном округе города Москвы на территории района Свиблово. Пролегает от проезда Серебрякова до Снежной улицы. Нумерация домов начинается от проезда Серебрякова.

## Происхождение названия
С 1956 года по 1964 год улица носила название — Медведковское шоссе — по направлению к бывшему подмосковному селу Медведково. В 1964 году шоссе было преобразовано в улицу и названо в честь норвежского полярного исследователя Руаля Амундсена (1872—1928).

## История
Расположена на месте бывшего Медведковского шоссе.
Посёлок вдоль современной улицы Амундсена в начале XX века называли Новым Медведково.

## Здания и сооружения
По нечётной стороне:
- Дом 11, корпус 3 — Школа № 246
- Дом 13 — Детская музыкальная школа № 92
- Дом 15 — Спортивно–досуговый центр «Кентавр», филиал «Радуга-Свиблово»; Театр МИРТ Наталии Ораловой (Мастерская Интегрированный Реабилитационный Театр-студия)

По чётной стороне:
- Дом 2 — Ростокинский завод ЖБК ДСК-1
- Дом 8а — Детский сад № 1697 для детей с нарушением зрения
- Дом 10 — Управление Департамента жилищной политики и жилищного фонда Москвы по районам Ростокино и Свиблово
- Дом 12 — Детская поликлиника № 126

## Транспорт
- Станция метро «Свиблово».
- Автобус № 185 «Платформа Лось —  Свиблово —  Ботанический сад /  Ботанический сад»